# Кабрерос-дель-Ріо
Кабрерос-дель-Ріо (ісп. Cabreros del Río) — муніципалітет в Іспанії, у складі автономної спільноти Кастилія-і-Леон, у провінції Леон. Населення — 481 особа (2010).
Муніципалітет розташований на відстані близько 270 км на північний захід від Мадрида, 22 км на південь від Леона.
На території муніципалітету розташовані такі населені пункти: (дані про населення за 2010 рік)
- Кабрерос-дель-Ріо: 373 особи
- Хабарес-де-лос-Отерос: 108 осіб

## Демографія
Динаміка населення (INE ):